# ماي إتش دي إل
ماي إتش دي إل (بالإنجليزية: MyHDL)‏ هي لغة توصيف عتاد ( في هذه الحالة في إتش دي إل ) تعتمد على بايثون، طورت من طرف جان دوكاليو.